# Villenave-d'Ornon
Villenave-d'Ornon is een gemeente in het Franse departement Gironde (regio Nouvelle-Aquitaine). De gemeente telde 42.185 inwoners op 1 januari 2022. De plaats maakt deel uit van het gemeentelijk samenwerkingsverband Bordeaux Métropole en het arrondissement Bordeaux.

## Geschiedenis
In de 1e eeuw werd een aquaduct aangelegd door de gemeente om Burdigala (Bordeaux) van drinkwater te voorzien. Er liepen ook twee Romeinse wegen door de huidige gemeente. De plaats bleef bewoond tijdens de vroege middeleeuwen. Aan de Garonne werd een merovingische zeilboot (ca 700) opgegraven en bij de kerk Saint-Martin werden twee merovingische sarcofagen gevonden. De huidige kerk werd gebouwd in de 11e eeuw maar verving een oudere kapel. Dit was een halteplaats op de pelgrimsroute naar Santiago de Compostella. Villenave lag in het graafschap Ornon. Nadat dit graafschap, gelieerd aan de Engelsen, was teloorgegaan, viel Villenave onder de jurisdictie van Bordeaux.

## Geografie
De oppervlakte van Villenave-d'Ornon bedroeg op 1 januari 2022 21,26 vierkante kilometer; de bevolkingsdichtheid was toen 1.984,2 inwoners per km². De gemeente ligt aan de Garonne ten zuiden van Bordeaux.
De onderstaande kaart toont de ligging van Villenave-d'Ornon met de belangrijkste infrastructuur en aangrenzende gemeenten.

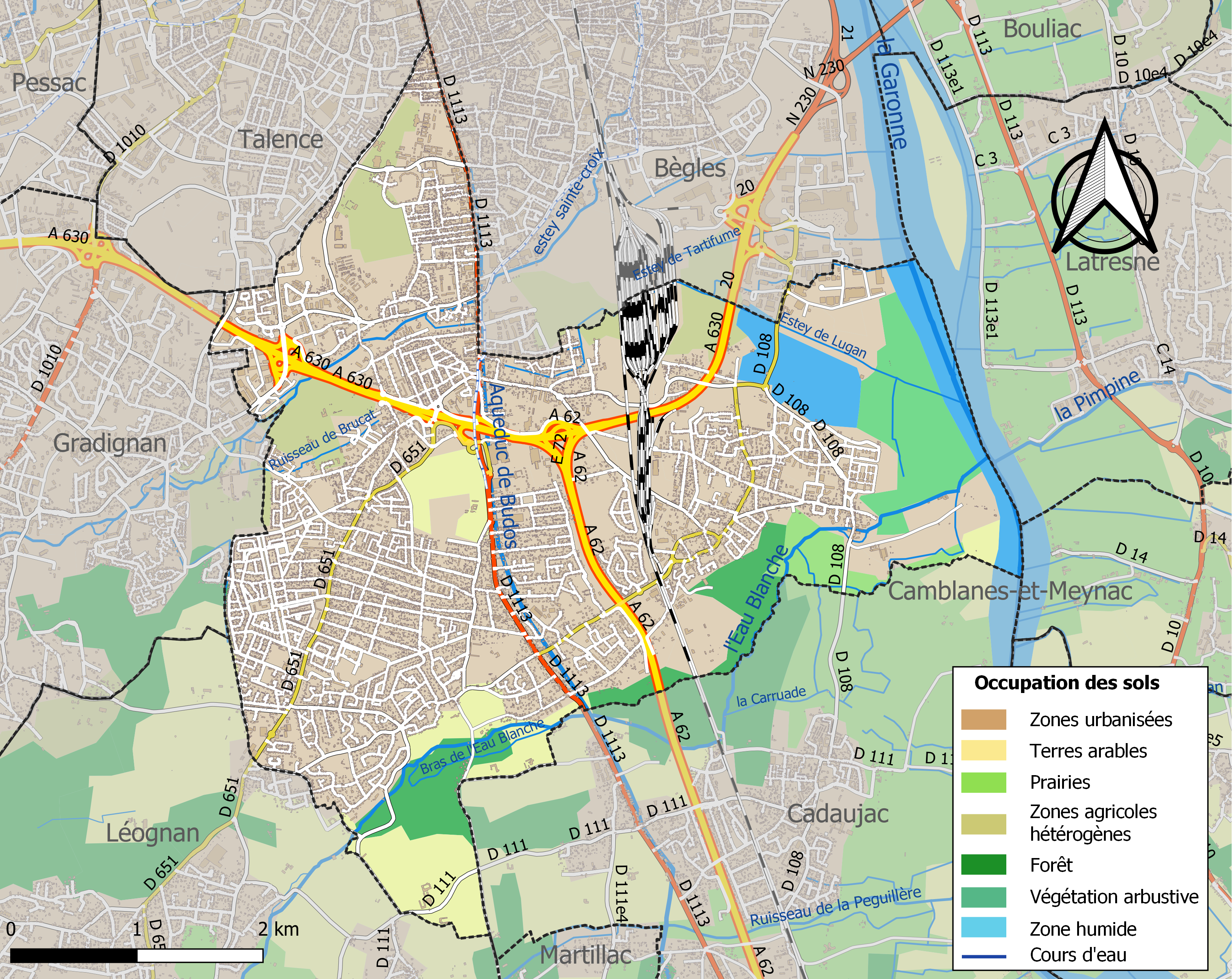

## Verkeer en vervoer
In de gemeente ligt de spoorweghalte Villenave-d'Ornon.
De autosnelwegen A62 en A630 kruisen in de gemeente.

## Demografie
Onderstaande figuur toont het verloop van het inwonertal (bron: INSEE-tellingen).